# Braunsia tricolor
Braunsia tricolor är en stekelart som först beskrevs av Gerstaecker 1858.  Braunsia tricolor ingår i släktet Braunsia och familjen bracksteklar. Inga underarter finns listade.